# Giuseppe Chiappella
Giuseppe Chiappella (San Donato Milanese, 28 de setembro de 1924 - Milão, 26 de dezembro de 2009) foi um futebolista e treinador de futebol italiano que atuava como meio-campista. Ele iniciou sua carreira no Pisa Calcio, mas é mais famoso por fazer mais de 300 partidas pela Fiorentina.